# These Are Special Times
These Are Special Times è il sesto album in studio ed il primo album di Natale in lingua inglese della cantante canadese Céline Dion. Rilasciato da Sony Music Entertainment il 3 novembre 1998, presenta varie cover di celebri melodie natalizie e anche alcuni inediti. Céline Dion ha lavorato con David Foster e Ric Wake, che ha prodotto la maggior parte delle tracce per l'album. Altri produttori furono R. Kelly e Bryan Adams. I critici elogiarono l'impegno di Céline per il materiale registrato, così come per la produzione delle canzoni.
These Are Special Times è stato pubblicato dopo due degli album di maggior successo della Dion, Falling into You (1996) e Let's Talk About Love (1997). Include il singolo che salì in cima alla classifica negli Stati Uniti, I'm Your Angel (duetto con R. Kelly) e la canzone vincitrice del Golden Globe, The Prayer (duetto con Andrea Bocelli e usata come tema del film d'animazione La spada magica - Alla ricerca di Camelot). L'album vendette 5,44 milioni di copie negli Stati Uniti a novembre 2016, secondo Nielsen SoundScan, e fu certificato cinque volte disco di platino dalla RIAA. In Canada, l'album ha venduto un milione di copie ed è stato certificato dsisco di diamante dalla CRIA. L'album ha venduto in totale 12 milioni di copie in tutto il mondo ed è uno degli album di Natale più venduti di tutti i tempi.

## Antefatti
Céline Dion pubblicò due album natalizi in francese durante la sua carriera: Céline Dion chante Noël (1981) e Chants et contes de Noël (1983). Più tardi, nel 1993, registrò The Christmas Song che appare su The Christmas Album di David Foster. L'anno successivo, la Dion è apparsa nell'album A Very Merry Chipmunk, cantando nella canzone Petit Papa Noël dei Alvin and the Chipmunks. Nel 1996, registrò Brahms' Lullaby per la compilation For Our Children Too a beneficio della Elizabeth Glaser Pediatric AIDS Foundation. The Christmas Song e Brahms 'Lullaby sono stati inclusi in These Are Special Times nel 1998.

## Contenuti
Céline Dion ha lavorato a These Are Special Times con i suoi produttori di lunga data David Foster e Ric Wake. L'album contiene sette inediti: Don't Save It All for Christmas Day (co-scritto da Céline Dion; canzone poi registrata da Avalon nel 2000 e Clay Aiken nel 2004), Another Year Has Gone By (scritta e prodotta da Bryan Adams), una versione solista di The Magic of Christmas Day (registrata nel 1999 come duetto con Rosie O'Donnell e inserita in un album di beneficenza, A Rosie Christmas), The Prayer (duetto con Andrea Bocelli; entrambi gli artisti hanno cantato una versione solista nella colonna sonora del 1998 del film La spada magica - Alla ricerca di Camelot), Christmas Eve, These Are the Special Times (scritta da Diane Warren; registrata anche da Christina Aguilera nel 2000) e I'm Your Angel (duetto con R. Kelly, scritta e prodotta dallo stesso Kelly). Altri brani includono cover ri-arrangiate di classici natalizi antichi come O Holy Night, Blue Christmas (con Diana Krall al pianoforte acustico), Adeste Fideles (O Come All Ye Faithful), Ave Maria e nuove versioni dei classici moderni come Happy Xmas (War Is Over) e Feliz Navidad. In quest'ultima traccia e in Les cloches du hameau, la Dion viene accompagnata dalla sua famiglia. Nell'ottobre 2007, l'album fu ri-pubblicato come Collector's Edition con un DVD incluso dello speciale televisivo CBS della Dion, dedicato all'album These Are Special Times.

## Promozione
Céline Dion ha promosso l'album negli Stati Uniti con uno speciale televisivo trasmesso dalla CBS il 25 novembre 1998. Lo show ospitav due artisti musicali: Andrea Bocelli in The Prayer e Rosie O'Donnell in Do You Hear What I Hear?. La Dion ha eseguì alcune canzoni dell'album (O Holy Night, These Are the Special Times), i suoi successi maggiori (The Power of Love, Because You Loved Me, My Heart Will Go On), così come le favorite Let's Talk About Love e The First Time Ever I Saw Your Face. These Are Special Times fu un campione d'ascolti televisivi, salendo nella classifica alla numero uno dei programmi per la sera e attirando un pubblico di oltre sedici milioni di telespettatori. Lo spettacolo è stato candidato per due Emmy Award. Céline Dion e Andrea Bocelli eseguirono The Prayer ai 41° Grammy Award, il 24 febbraio 1999 e alla 71ª edizione degli Academy Award, il 21 marzo 1999. Céline Dion eseguì Blue Christmas a The Today Show e Another Year Is Gone By al The Rosie O'Donnell Show e con Bryan Adams al Late Show with David Letterman. The Christmas Song (Chestnuts Roasting on an Open Fire) fu eseguita dalla cantante nel 1992 al programma televisivo Good Morning America e nel 1993 con David Foster nello speciale televisivo David Foster's Christmas Album sulla NBC il 10 dicembre 1993.
Happy Xmas (War Is Over) e The Christmas Song fecero parte dello spettacolo della Dion, A New Day... durante gli spettacoli invernali della residenza avvenuta tra il 2004 e il 2007. Inoltre, Céline eseguì The Christmas Song al Rockefeller Center il 28 novembre 2007, mentre una delle esibizioni di Las Vegas fu trasmessa in televisione durante il Larry King Show nel dicembre 2007.
Inoltre, la Dion si esibì in Don't Save It All for Christmas Day e Adeste Fideles (O Come All Ye Faithful) alla parata del Walt Disney World Christmas Day 2009, trasmessa dalla ABC.
Sia I'm Your Angel che The Prayer sono state cantate durante alcuni spettacoli del Taking Chances World Tour di Céline Dion. Inoltre, Céline interpretò The Prayer con Andrea Bocelli durante il Live At Central Park di New York nel 2011.
Nel dicembre 2015, come parte del Christmas in Hollywood di Michael Bublé trasmesso dalla NBC, Céline cantò O Holy Night e Happy Xmas (War Is Over) in duetto con Bublé.

## Singoli
I'm Your Angel è stato pubblicato come primo singolo dell'album e divenne il quarto singolo numero uno della Dion a salire al primo posto della classifica statunitense Billboard Hot 100, rimanendo in cima per sei settimane consecutive. Il 9 dicembre 1998, il singolo fu certificato disco di platino dalla RIAA per aver venduto un milione di copie negli Stati Uniti. La canzone ebbe successo anche in Europa, raggiungendo il terzo posto nel Regno Unito. Nel marzo 1999, The Prayer in duetto con Andrea Bocelli, fu inviato alle stazioni radiofoniche adult contemporary negli Stati Uniti e raggiunse la numero ventidue della Hot Adult Contemporary Tracks.  Nel febbraio 2008, la Dion registrò una versione live di questa canzone in duetto con Josh Groban. Grazie alle vendite digitali, la traccia entrò nella Billboard Hot 100 alla numero settanta. Il 4 dicembre 2000 fu rilasciato solo radiofonicamente l'ultimo singolo promozionale dell'album, Don't Save It All for Christmas Day, brano scritto dalla Dion insieme a Ric Wake e Peter Zizzo.

## Recensioni di critica
These Are Special Times ha ottenuto recensioni generalmente positive da parte dei critici musicali. Paul Verna di Billboard diede una recensione molto positiva, lodando la maturità della Dion e la produzione dell'album. Scrisse:"suonando a tutta facilità e brandendo una bacchetta selvaggiamente creativa, una Dion sempre in crescita evoca la sorpresa di quello che dovrebbe essere considerato il suo prossimo grande album." Verna notò che questo "sforzo di alta qualità" non è un progetto di vacanza ordinaria". Elogiò le "versioni grandiose" dei classici natalizi (O Holy Night, Adeste Fideles), dei classici moderni (Happy Xmas (War Is Over), Feliz Navidad) e le "composizioni originali prodotte con cura" (Another Year Has Gone By, Don't Save It All for Christmas Day).Secondo lui, altri punti salienti sono The Prayer, un "duetto stupendo" con Andrea Bocelli, la canzone in stile Phil Spector, Christmas Eve e la "lettura scintillante" di Ave Maria.
Anche Chuck Taylor di Billboard elogiò I'm Your Angel, in duetto con R. Kelly. Scrisse che "questa ballata meravigliosamente contenuta si diletta con le più graziose esibizioni vocali che questi artisti hanno mai offerto alla radio." Taylor commentò:"ciò che solleva il tetto è l'elegante ed epica base strumentale della melodia, che include ampie stringhe, un coro espressivo e sentimentale e una spinta percussiva gentile ma determinata." Chuck Taylor recensì The Prayer, definendola "una canzone mozzafiato e ultra-lussureggiante, e il giro combinato di vigore della Dion e di Bocelli che trasmetterà una mezza dozzina di brividi alla tua spina dorsale... anche se si sentie che la canzone è una traccia non ortodossa per la radio. Taylor la definì "affettuosa","commovente","assolutamente squisita" e "una delle più radiose performance di Céline Dion di sempre."
Stephen Thomas Erlewine di AllMusic dichiarò che "qualsiasi fan della Dion, o del pop contemporaneo degli anni '90 in generale, dovrebbe trovare questo album molto piacevole." Anche se secondo lui, "a volte, la produzione è troppo astuta" e "altre volte le voci della Dion sono un po' educate... nel complesso These Are Special Times è molto efficace, perché le canzoni sono buone e la Dion si è impegnata sul materiale." Erlewine scrisse che These Are Special Times è "un album delle festività particolarmente riuscito poiché la Dion bilancia sapientemente le "popular carols (Blue Christmas,The Christmas Song,Feliz Navidad) con le nuove canzoni (I'm Your Angel, Do not Save It All for Christmas), inni (Adeste Fideles,Ave Maria) e canzoni di Natale con un tema religioso distinto (The Prayer, O holy Night)".

## Successo commerciale
These Are Special Times debuttò alla numero quattro della Billboard 200, vendendo 126 000 copie. La settimana successiva, salì alla numero tre e vendette 163 000 copie. Nella sua terza settimana, nonostante la vendita di 210 000 copie, These Are Special Times scese in quinta posizione. Nella quarta settimana, grazie allo speciale televisivo CBS della Dion, l'album salì al terzo posto, con un aumento delle vendite del 94% (409 000 copie) tornando ad essere il più venduto. La settimana successiva, passò in seconda posizione, con vendite di 366 000 copie. L'album pareggiò con l'album natalizio di Amy Grant, Home for Christmas del 1992 come l'album di livello più alto, mai realizzato da un'artista femminile. Rimase al secondo posto per due settimane, vendendo 413 000 copie. Nella settima settimana, These Are Special Times raggiunse le sue più alte vendite settimanali, arrivando a 462 000 copie, nonostante scese alla numero tre. Nell'ultima settimana l'album scese alla posizione numero cinque vendendo altre 461 000 copie. Nella Top Holiday Albums, salì in prima posizione rimanendovi per nove settimane consecutive.
These Are Special Times divenne l'album delle vacanze natalizie più venduto del 1998 negli Stati Uniti con un totale di 2 684 000 copie vendute. L'album della Dion vendette anche più copie nel suo primo anno di uscita rispetto a qualsiasi altro album natalizio di un'artista donna. Il 6 dicembre 2005, l'album fu certificato cinque volte disco di platino dalla RIAA per la vendita di cinque milioni di copie negli Stati Uniti. Il 16 novembre 2008, divenne anche il primo album delle vacanze di un'artista femminile a superare i cinque milioni di copie nella storia di Nielsen SoundScan. These Are Special Times è anche l'album di Natale più venduto da un artista nato fuori dagli Stati Uniti. È il quarto album di Natale più venduto dell'intera era Nielsen SoundScan con vendite negli Stati Uniti di 5,44 milioni di copie.
In Canada, These Are Special Times salì in prima posizione. L'album vendette un milione di copie e fu certificato disco di diamante dalla CRIA. In Giappone, l'album raggiunse la numero quattro e superò le vendite di oltre 500 000 copie. These Are Special Times ebbe successo anche in Australasia e in Europa, raggiungendo la top-ten nella maggior parte dei paesi e raggiungendo il primo posto in Svizzera e Norvegia. In totale vendette dodici milioni di copie in tutto il mondo ed è uno degli album di Natale più venduti di tutti i tempi.

## Riconoscimenti
These Are Special Times ricevette il Japan Gold Disc Award nel 1999 come Album pop internazionale dell'anno. Al 56° Golden Globe, The Prayer vinse il premio per la Migliore canzone originale. I'm Your Angel e The Prayer sono state candidate per il Grammy Award alla Miglior collaborazione pop vocale, rispettivamente all'edizione numero 41 e 42 dei Grammy Award. The Prayer fu anche nominato per l'Academy Award come Miglior canzone originale nella 71ª edizione. Nel 2017, 24/7 Wall St. nominò These Are Special Times l'ottavo migliore album di vacanze natalizie di tutti i tempi.

## Tracce

### These Are Special Times
1. O Holy Night – 5:21 (Adolphe Adam, Placide Cappeau, John Sullivan Dwight)
2. Don't Save It All for Christmas Day – 4:37 (Peter Zizzo, Ric Wake, Céline Dion)
3. Blue Christmas – 3:48 (Jay W. Johnson, Bill Hayes)
4. Another Year Has Gone By – 3:24 (Bryan Adams, Eliot Kennedy)
5. The Magic of Christmas Day (God Bless Us Everyone) – 4:17 (Dee Snider)
6. Ave Maria – 4:55 (Gounod)
7. Adeste Fideles (O Come All Ye Faithful) – 4:43 (Traditional)
8. The Christmas Song (Chestnuts Roasting on an Open Fire) – 4:13 (Mel Tormé, Robert Wells)
9. The Prayer (feat. Andrea Bocelli) – 4:29 (Carole Bayer Sager, David Foster, Alberto Testa, Tony Renis)
10. Brahms' Lullaby – 3:32 (Johannes Brahms)
11. Christmas Eve – 4:16 (Maria Christensen, Curtis Frasca)
12. These Are the Special Times – 4:08 (Diane Warren)
13. Happy Xmas (War Is Over) – 4:14 (John Lennon, Yōko Ono)
14. I'm Your Angel (feat. R. Kelly) – 5:31 (R. Kelly)
15. Feliz Navidad – 3:40 (José Feliciano)
16. Les cloches du hameau – 3:10 (Albert Larrieu)

### These Are Special Times(Japanese bonus track)
La versione giapponese dell'album contiene una traccia bonus:
1. My Heart Will Go On (No Lead Vox) – 4:40 (James Horner, Will Jennings)

### 2007Collector's Editionbonus DVD
Nell'ottobre 2007, l'album è stato ri-pubblicato come Collector's Edition con un DVD che include lo speciale televisivo della CBS dedicato all'album These Are Special Times.
1. The Power of Love (Candy DeRouge, Gunther Mende, Mary Susan Applegate, Jennifer Rush)
2. Do You Hear What I Hear? (feat. Rosie O'Donnell) (Noël Regney, Gloria Shayne Baker)
3. O Holy Night (Adolphe Adam, Placide Cappeau, John Sullivan Dwight)
4. Because You Loved Me (Warren)
5. Let's Talk About Love (Adams, Jean-Jacques Goldman, Kennedy)
6. The First Time Ever I Saw Your Face (Ewan MacColl)
7. My Heart Will Go On (Horner. Jennings)
8. The Prayer (feat. Andrea Bocelli) (Bayer Sager, Foster, Testa, Renis)
9. Ave Maria (perfomed by Andrea Bocelli) (Pietro Mascagni)
10. End Credits (Featuring Feliz Navidad and These Are the Special Times) (Feliciano, Warren)